# NGC 6246
NGC 6246 (другие обозначения — UGC 10580, MCG 9-27-98, ZWG 277.5, ZWG 276.48, IRAS16488+5537, PGC 59077) — спиральная галактика с перемычкой (SBb) в созвездии Дракон.
Этот объект входит в число перечисленных в оригинальной редакции «Нового общего каталога».
В галактике вспыхнула сверхновая SN 2009kp типа Ia, её пиковая видимая звездная величина составила 15,1.